# Șerșni, Tîvriv
Șerșni (în ucraineană Шершні) este localitatea de reședință a comunei Șerșni din raionul Tîvriv, regiunea Vinnița, Ucraina.

## Demografie
Componența lingvistică a localității Șerșni
     Ucraineană (96,56%)
     Rusă (2,77%)
     Alte limbi (0,44%)
Conform recensământului din 2001, majoritatea populației localității Șerșni era vorbitoare de ucraineană (96,56%), existând în minoritate și vorbitori de rusă (2,77%).